# Carolyn Gomes
Carolyn Gomes (* 30. März 1958 in Kingston, Jamaika) ist Mitbegründerin und Generaldirektorin der Menschenrechtsorganisation Jamaicans for Justice. Sie erhielt 2008 den Menschenrechtspreis der Vereinten Nationen.

## Leben
Carolyn Gomes wurde am 30. März 1958 als Tochter von Denise Mitchell Thwaites, ebenfalls Ärztin, geboren. Sie promovierte 1980 an der University of the West Indies in Medizin und heiratet im Mai 1980 ihren Mitstudenten Richard Gomes. Schon bei den Wahlen 1980 nahm sie ihre bürgerlichen Rechte wahr und bewachte die Wahlurnen. Von 1980 bis 1986 arbeitet sie mit ihrem Mann in Trinidad. Nach der Rückkehr spezialisiert sie sich als Kinderärztin und praktizierte von 1989 bis Ende 2002 als selbstständige Kinderärztin. Sie hat vier Kinder.
Der Wendepunkt in ihrem Leben waren die Gasunruhen am 16. April 1989. Am 15. Oktober 1989 gründete sie mit weiteren Mitstreitern die Aktivistengruppe Jamaicans For Justice (Jamaikaner für Gerechtigkeit).
Im November 2002 übernahm sie die Leitung als Generaldirektorin. Am 10. Dezember 2002 wurden sie und ihre Mitstreiter mit dem international renommierten Menschenrechtspreis der Stadt Weimar ausgezeichnet.
2008 wurde sie mit dem Menschenrechtspreis der Vereinten Nationen geehrt. 2009 wurde sie mit dem Order of Jamaica ausgezeichnet. Gomes war außerdem Mitglied einer Jury aus renommierten Persönlichkeiten, die das universelle Logo für Menschenrechte auswählte.
Zur Förderung eines gesellschaftlichen Bewusstseins für Menschenrecht in Jamaika, unterzeichnete sie am 12. April 2012, einen Zuwendungsvertrag zwischen Jamaicans for Justice und der Bundesrepublik Deutschland, für das Projekt „Human Rights Awareness Marketing and Promotionals Campaign“, an dem sich Deutschland mit einem Zuschuss von 62.000 Dollar beteiligte.